# Bârsănești
Bârsănești est une commune du județ de Bacău en Roumanie.